# 라이즈 오브 네이션즈
《라이즈 오브 네이션즈》(Rise of Nations→국가의 번영)는 빅 휴즈 게임즈에서 개발하고 마이크로소프트 게임 스튜디오가 발행한 실시간 전략 게임으로, 라이즈 오브 네이션즈 시리즈의 첫 번째 작품이다.
게임 상에서 시대는 8단계로 나뉘며, 구체적으로는 고대 시대, 고전 시대, 중세 시대, 화약 시대, 계몽 시대, 산업 시대, 현대 시대, 정보화 시대로 구분된다.
게임 플레이 시 다른 역사물 실시간 전략 시뮬레이션과의 차별화된 요소로는 수도 시스템과 국경 개념이 추가되어 있다. 수도를 상대국가에 빼앗기게 되면 제한 시간 전까지 탈환해야 하며, 실패할 경우 그 국가는 게임 상에서 탈락하게 된다. 국경은 도시를 건설하거나 기술 업그레이드를 통해 확장할 수 있으며, 동맹국가가 아닌 경우 상대방의 국경을 넘으면 데미지가 발생하므로 원정을 갈 때는 신중을 기하여야 한다. 지도상 국경이 일정 수준 이상 도달할 경우에도 승리 조건이 적용된다.
이외에도 점령을 통한 정복 승리와 불가사의 다수 건설 승리 등의 다양한 게임 승리 조건이 있다.

## 문명
라이즈 오브 네이션즈에 등장하는 국가들은 다음과 같은 특성을 가진다.
- 아즈텍: 희생의 힘
- 반투: 이주민의 힘
- 영국: 제국의 힘
- 중국: 문명의 힘
- 이집트: 나일강의 힘
- 프랑스: 통솔력의 힘
- 독일: 산업의 힘
- 그리스: 철학의 힘
- 잉카: 황금의 힘
- 일본: 명예의 힘
- 한국: 전통의 힘
- 마야: 고도의 건축의 힘
- 몽골: 유목민의 힘
- 누비아: 상업의 힘
- 로마: 시저(황제)의 힘
- 러시아: 동토의 힘
- 스페인: 탐험의 힘
- 터키: 공성(攻城)의 힘

### 확장팩
- 미국: 혁신의 힘
- 네덜란드: 교역의 힘
- 라코타: 대초원의 힘
- 인도: 위엄의 힘
- 페르시아: 의식의 힘
- 이로쿼이: 연합의 힘

## 유닛
유닛은 크게 일반 유닛과 군사 유닛으로 나눌 수 있다.

### 일반 유닛
- 시민 (Citizen)-주로 건물 건설 및 수리, 자원 수집에 사용된다.
- 학자 (Scholar)-대학에서 생산 가능하고, 한 대학에 7명까지만 생산 가능하다. 지식 자원을 수집하는데 사용된다.
- 캐러밴 (Caravan)-시장에서 생산 가능하고, 새로운 길을 개척하거나 재화를 수집할 때 사용된다.
- 상인 (Merchant)-시장에서 생산 가능하고, 특수 자원을 수집할 때 사용된다.
- 어선 (Fisher)-항구에서 생산 가능하고, 바다의 자원을 수집할 때 사용된다.

### 군사 유닛
다음은 보병 유닛의 목록이다.
- 고대 시대: 투석병, 홉라이트, 궁병
- 고전 시대: 투창병, 팔랑스, 궁사
- 중세 시대: 정예 투창병, 장창병, 석궁병
- 화약 시대: 화승총병, 정예 창병, 석궁병
- 계몽 시대: 머스킷 총병, 퓨질리어 보병
- 산업 시대: 소총수, 대전차 저격병, 기관총병, 화염방사기
- 현대 시대: 보병, 바주카, 중기관총병
- 정보화 시대: 강습 보병, 대전차 미사일, 최신예 기관총병

다음은 정찰 유닛의 목록이다.
- 정찰병->척후병->코만도->특공대->정예 특공대

다음은 기병 유닛의 목록이다.
- 고전 시대: 기마병, 캐터프렉터 기병, 기마궁사
- 중세 시대: 경기병, 기사, 고급 기마 궁사
- 화약 시대: 정예 경기병, 고급 기사, 드래군 기병
- 계몽 시대: 호위 경기병, 쿼러시어 기병, 기총병
- 산업 시대: 경장갑차, 소형 탱크
- 현대 시대: 정찰 장갑차, 탱크
- 정보화 시대: 장갑차
- 고전 시대: 투석기
- 중세 시대: 트레뷰셋 투석기, 보급 차량
- 화약 시대: 사석포
- 계몽 시대: 대포
- 산업 시대: 견인포, 대공 기관포
- 현대 시대: 곡사포, 대공포
- 정보화 시대: 다연장 로켓, 어벤져 대공 미사일

다음은 공군 유닛의 목록이다.
- 산업 시대: 복엽기
- 현대 시대: 전투기, 폭격기, 헬리콥터
- 정보화 시대: 제트 전투기, 전투 폭격기, 공격형 헬리콥터
- 미래 기술: 최신예 전투기, 스텔스 폭격기

## 건물
건물은 크게 두 가지로 나눌 수 있는데, 경제 건물과 군사 건물로 나눌 수 있다.

### 경제 건물
- 소도시: 시민을 생산하고, 국경을 넓혀 준다.
- 라이브러리: 연구를 진행한다.
- 시장: 캐러밴과 상인을 생산하고, 재화를 수집한다.
- 사원: 종교 관련 연구를 진행한다.
- 대학: 학자를 생산하고, 지식을 수집한다.
- 농장: 식량을 수집한다.
- 벌목 캠프: 목재를 수집한다.
- 광산: 금속을 수집한다.
- 유정: 석유를 수집한다.
- 곡창: 식량의 수집량을 늘려준다.
- 제재소: 목재의 수집량을 늘려준다.
- 제련소: 금속의 수집량을 늘려준다.
- 정유소: 석유의 수집량을 늘려준다.
- 의회: 정치 체제를 연구하고, 애국자를 생산한다.

## 불가사의
라이즈 오브 네이션즈에는 다음과 같은 불가사의가 등장하여, 특정국가가 아닌 다른 문명에서도 그 불가사의를 건설하여 그 건물만의 특성의 영향을 받을 수 있다. 단, 다른 나라가 먼저 특정 건물을 건설하면 그 건물은 다른데서 다시 건설할 수 없다.
이집트는 국가 특성에 의해 한단계 빨리 불가사의를 건설할 수 있다.
- 불가사의 목록:

| 시대명   | 고전시대  | 중세시대 | 화약시대   | 계몽시대      | 산업시대      | 현대시대 | 정보화시대   |
| -------- | --------- | -------- | ---------- | ------------- | ------------- | -------- | ------------ |
| 불가사의 | 콜로수스  | 병마용   | 영곡탑     | 베르사유 궁전 | 자유의 여신상 | 에펠탑   | 우주센터     |
| 불가사의 | 공중정원* | 콜로세움 | 붉은 요새* | 앙코르와트    | 타지마할      | 크레믈린 | 소립자가속기 |
| 불가사의 | 피라미드  | 자금성*  |            | 티칼 사원     |               |          |              |

참고로 *표시는 다 확장팩에서 볼 수 있는 건물이다.

## 캠페인
세계 정복 캠페인의 주요 용어 설명 해설은 다음과 같다.
- 보급센터 - 군대를 의미하며 이 보급센터로 세계를 정복한다.
- 공물 - 라이즈 오브 네이션즈의 세계정복에서 사용되는 돈으로 영토를 매각할 때 혹은 매수 그리고 보너스 카드 구입시에 사용된다.
- 보너스 카드 - 게임에서 사용되는 특수 카드로 핸디캡을 주는 카드이다.
- 영토방위력 - 자신이 통치하는 영토에 적이 쳐들어올때 게임을 더 유리하게 해준다.

## 평가
| 평가 |        |
| --- | ------ |
| 통합 점수 통합사 점수 메타크리틱 89/100 [ 3 ] 평론 점수 평론사 점수 CGW [ 4 ] 에지 7/10 [ 5 ] 유로게이머 9/10 [ 6 ] 게임 인포머 9/10 [ 7 ] 게임 레볼루션 B+ [ 8 ] 게임프로 [ 9 ] 게임스팟 9.3/10 [ 10 ] 게임스파이 [ 11 ] 게임존 9.5/10 [ 12 ] IGN 8.2/10 [ 13 ] PC 게이머 (US) 93% [ 14 ] Entertainment Weekly A− [ 15 ] Maxim 8/10 [ 16 ] |        |
| 통합 점수 |        |
| 통합사 | 점수   |
| 메타크리틱 | 89/100 |
| 평론 점수 |        |
| 평론사 | 점수   |
| CGW | [ 4 ]  |
| 에지 | 7/10   |
| 유로게이머 | 9/10   |
| 게임 인포머 | 9/10   |
| 게임 레볼루션 | B+     |
| 게임프로 | [ 9 ]  |
| 게임스팟 | 9.3/10 |
| 게임스파이 | [ 11 ] |
| 게임존 | 9.5/10 |
| IGN | 8.2/10 |
| PC 게이머 (US) | 93%    |
| Entertainment Weekly | A−     |
| Maxim | 8/10   |

## 같이 보기
- 라이즈 오브 네이션즈: 쓰론 앤 패트리어트
- 라이즈 오브 네이션즈: 라이즈 오브 레전드